# سامی پاشازاده سزایی
سامی پاشازاده سزایی (انگلیسی: Samipaşazade Sezai؛ ۱۸۵۹ – ۱۹۳۶) سیاست‌مدار اهل امپراتوری عثمانی بود.